# Greta Bradman
Greta Bradman (nascida em 1982, em Adelaide) é uma cantora soprano de ópera australiana.

## Carreira
Em 2014, Richard Bonynge selecionou Bradman para cantar de lied numa performance de Handel Rodelinda.
Bradman, em 2015, foi o tema de dois episódios do programa de TV ABC História Australiana. Mais tarde naquele ano, ela juntou-se a Davi Hobson, Teddy Tahu Rodes, e Lisa McCune para uma turnê de cinco continentes e capitais de estado australianos. O nome de Bradman foi adicionado como um dos críticos de escolha para o Passeio da Fama no Adelaide Festival Centre. Depois em 2016 e 2017 foi convidada a apresentar na rádio, Bradman juntou-se à ABC Classic FM como uma apresentadora.

## Vida Pessoal
Bradman nasceu em Adelaide como Greta Badsen. Ela é bisneta do jogador de criquete Sir Donald Bradman. Seu pai John mudou seu sobrenome de Bradsen para Bradman para escapar da inevitável conexão com seu pai famoso, mas a família mudou novamente para Bradsen quando Greta já era adolescente. Seu marido é Didier Elzinga, o cofundador e CEO da Culture AMP, juntos eles tem dois filhos. Greta tem um diploma em Psicologia e é uma psicológa registrada.

## Discografia
- Forest of Dreams – Classical Lullabies to Get Lost In (2010), a Sony Music
- Graça (2011), A Sony Music
- My Hero (2015), English Chamber Orchestra, Richard-Bretanha, Decca Clássicos